# 曹淑
曹 淑（そう しゅく、232年 - 232年）は、中国三国時代の魏の曹叡（明帝）の娘。

## 経歴
生後1カ月で夭折した。曹叡はその死を深く悲しみ、平原懿公主の位と追贈している。また母の甄夫人の従孫であった甄黄との冥婚を行い、南陵に合葬られた。公主の後継として入嗣した郭夫人の従弟であった郭徳が甄と改姓し、平原侯に封ぜられた。

## 伝記資料
- 『三国志』
- 『資治通鑑』